# Tokaj
Tokaj este un oraș în districtul Tokaj, județul Borsod-Abaúj-Zemplén, Ungaria, având o populație de 4.195 de locuitori (2011).
 

## Demografie
Componența etnică a orașului Tokaj
     Maghiari (96,5%)
     Romi (1,5%)
     Necunoscut (0,77%)
     Alții (1,22%)
Componența confesională a orașului Tokaj
     Romano-catolici (31,32%)
     Reformați (21,64%)
     Greco-catolici (10,89%)
     Fără religie (7,96%)
     Atei (1,29%)
     Necunoscută (26,2%)
     Luterani (0,69%)
     Alte religii (0,72%)
Conform recensământului din 2011, orașul Tokaj avea 4.195 de locuitori. Din punct de vedere etnic, majoritatea locuitorilor (96,5%) erau maghiari, cu o minoritate de romi (1,5%). Apartenența etnică nu este cunoscută în cazul a 0,77% din locuitori. Nu există o religie majoritară, locuitorii fiind romano-catolici (31,32%), reformați (21,64%), greco-catolici (10,89%), persoane fără religie (7,96%) și atei (1,29%). Pentru 26,2% din locuitori nu este cunoscută apartenența confesională.

## Vezi și
- Vin de Tokaj